# Heterops
Heterops is een kevergeslacht uit de familie van de boktorren (Cerambycidae). De wetenschappelijke naam van het geslacht werd voor het eerst geldig gepubliceerd in 1842 door Blanchard.

## Soorten
Heterops omvat de volgende soorten:
- Heterops bicolor Fisher, 1936
- Heterops bipartitus Lacordaire, 1869
- Heterops cubaecola Fisher, 1947
- Heterops dimidiatus (Chevrolat, 1838)
- Heterops duvali Fisher, 1947
- Heterops hispaniolae Fisher, 1932
- Heterops lanieri (Chevrolat, 1838)
- Heterops loreyi (Duponchel, 1837)
- Heterops robusta Cazier & Lacey, 1952